# Johann Georg Schulthess (der Ältere)

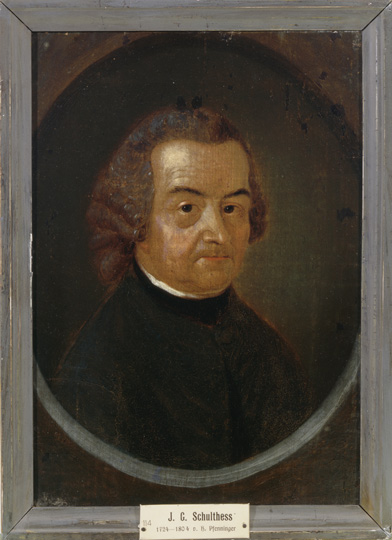
Johann Georg Schulthess, Gemälde von Heinrich Pfenninger, 1789, Gleimhaus Halberstadt

Johann Georg Schulthess (* 23. November, anderes Datum 18. November 1724 in Zürich; † 7. Mai 1804 in Mönchaltorf) war ein Schweizer evangelischer Geistlicher.

## Leben

### Familie
Johann Georg Schulthess war der Sohn des Zuckerbäckers Christoph Schulthess (* 2. Oktober 1692 (Taufdatum) in Zürich; † 15. Juni 1749 ebenda) und dessen Ehefrau Anna (geb. Steiner von Wülflingen) (* 1694 in Winterthur; † 11. Dezember 1757 ebenda). Seine Grosscousine Anna war mit Johann Heinrich Pestalozzi verheiratet.
Johann Georg Schulthess war seit 1752 mit Anna (* 4. Oktober 1729 (Taufdatum) in Marthalen; † 3. Juli 1781 in Zürich), Tochter des Pfarrers Johann Heinrich Gossweiler (1688–1734), verheiratet; gemeinsam hatten sie elf Kinder, zu diesen gehörten unter anderem:
- Johann Georg Schulthess, Theologe;
- Johannes Schulthess (* 28. September 1763; † 10. November 1836 in Zürich), Hochschullehrer an der Universität Zürich.

In zweiter Ehe heiratete er 1791 Anna Katharina (* 29. Mai 1736 in Zürich; † 8. Februar 1807), Tochter des Pfarrers Johann Rudolf Rahn (1712–1775).
Johann Georg Schulthess gilt auch als Stammvater der Linien Aarhof und Weinleiter - St. Urban. Sein Enkel Hans Jakob Schulthess (1795–1851) wurde Pfarrer in Schinznach und war verheiratet mit Charlotte Meyer aus Aarau. Dessen Sohn Edmund Schulthess (1826–1906) kaufte 1850 den Herrschaftssitz Aarhof bei Villnachern; dessen Söhne waren Wilhelm Schulthess (1855–1917), der eine orthopädische Privatklinik eröffnete, die sich zur bekannten Schulthess Klinik weiterentwickelte, und Edmund Schulthess (1868–1944), der 1912 zum Bundesrat gewählt wurde und das Volkswirtschaftsdepartement übernahm; nach 23 Jahren erfolgte sein Rücktritt.

### Ausbildung
Johann Georg Schulthess erhielt seine schulische Ausbildung an den höheren Schulen in Zürich und absolvierte am Collegium Carolinum, unter anderem bei Johann Jakob Bodmer, Johann Kaspar Hagenbuch und Johann Jakob Breitinger ein Theologiestudium, in dessen Anschluss er 1747 ordiniert wurde. Während seines Studiums war er Mitglied eines engeren Kreises Studierender (Wachsende Gesellschaft), die sich unter Anleitung und Aufsicht von Johann Jakob Bodmer mit den schönen Wissenschaften beschäftigte.

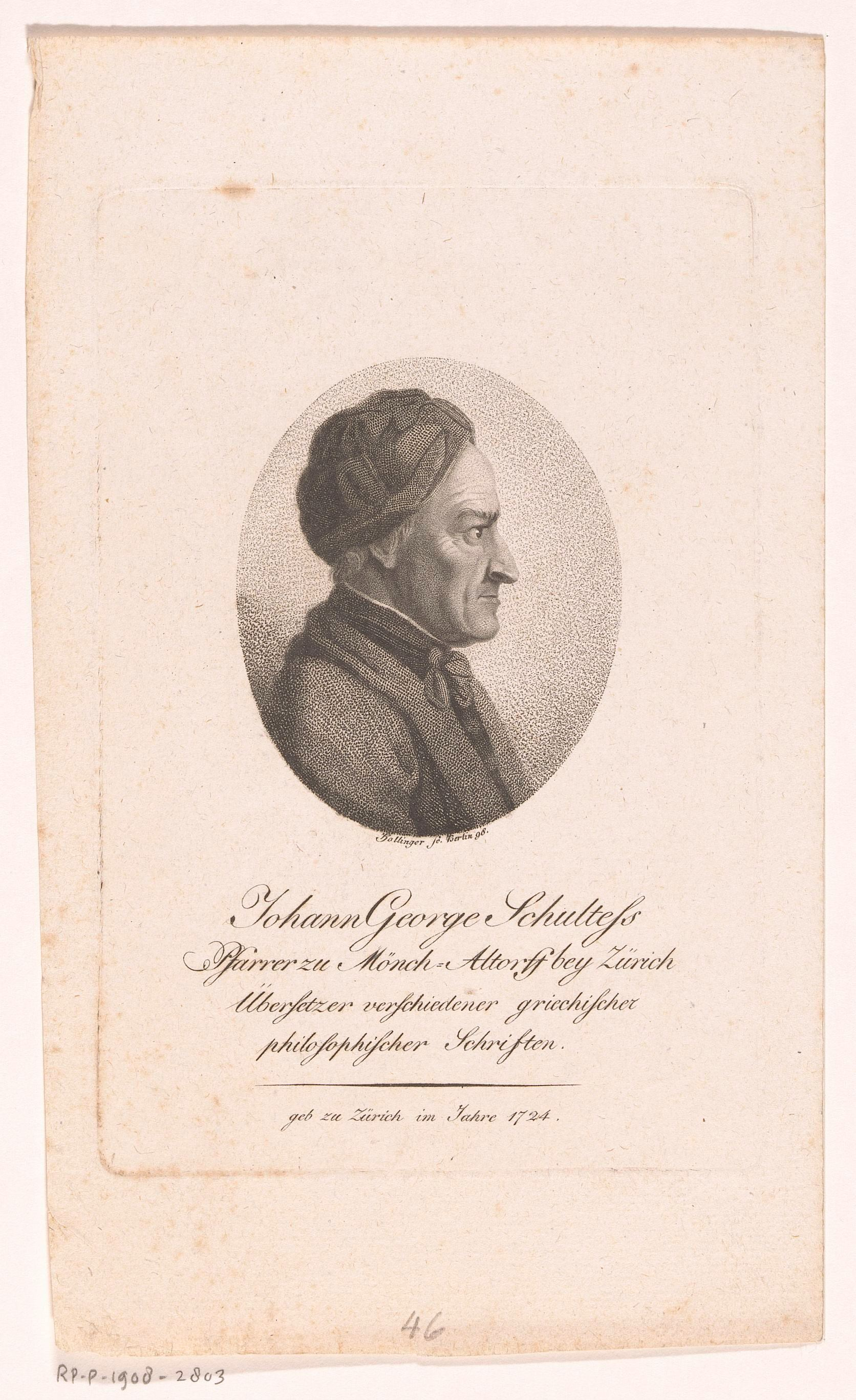
Porträt von Johann Georg Schulthess von Friedrich Wilhelm Bollinger, 1798

### Reise nach Berlin
Während einer Reise nach Berlin, das er Ende August 1749 erreichte, gründete er dort, gemeinsam mit Johann Georg Sulzer und Karl Wilhelm Ramler, im Oktober die Montagsgesellschaft, die sich wöchentlich versammelte, um als Stätte einer freien heiteren Conversation geistesverwandter Männer zu dienen, und damit ein Forum für Geselligkeit und Diskussion über Standes- und Berufsschranken hinweg darstellte; Frauen war die Mitgliedschaft verwehrt.
Während seiner Reise von und nach Berlin sowie während seines Aufenthaltes dort machte er unter anderem die Bekanntschaft mit Christian Fürchtegott Gellert, Abraham Gotthelf Kästner, Gottlieb Wilhelm Rabener, Johann Wilhelm Ludwig Gleim und Ewald Christian von Kleist. Im Mai 1750 reiste er noch nach Hamburg und lernte dort Friedrich von Hagedorn kennen; auf der Rückreise über Quedlinburg lernte er Friedrich Gottlieb Klopstock kennen.
Ende Juli 1750 kehrte er in Begleitung von Sulzer und Klopstock, den er dazu überreden konnte, Bodmer zu besuchen, nach Zürich zurück.

### Werdegang
Nach dem gescheiterten Versuch, eine akademische Laufbahn in Zürich einzuschlagen, nahm er 1752 die Pfarrstelle in Stettfurt und 1769 diejenige in Mönchaltorf an. 1770 wurde er von seinen Amtsgenossen zum Kämmerer (Kirche) des Kyburger Kapitels ernannt; dort bemühte er sich auch um die Verbesserung des Schulwesens. In dieser Zeit tauschte er sich von 1752 bis 1753 brieflich mit dem Dichter Salomon Gessner aus.
Bis in sein hohes Alter pflegte er die Freundschaft mit Christoph Martin Wieland, Glein und Ramler.

### Zusammenarbeit mit Johann Jakob Bodmer
Johann Georg Schulthess hatte seit 1742 engeren Umgang mit Bodmer, einem Verwandten mütterlicherseits; dieser zeigte ihm seinen Schriftverkehr, den er mit verschiedenen deutschen Schriftstellern pflegte. Bodmer vertraute ihm auch die Herausgabe seiner Kritischen Lobgedichte und Elegien an, die 1747 und in zweiter Auflage 1754, erschienen.
Er erhielt sowohl von Bodmer ein Empfehlungsschreiben an Johann Georg Sulzer als auch von dem Theologen Johann Jakob Zimmermann (1695–1756) an August Friedrich Sack und Jean Henri Samuel Formey, als er seine Reise nach Berlin über Nürnberg, Leipzig, Dresden und Halle antrat.

### Schriftstellerisches Wirken
Johann Georg Schulthess erwarb sich einen Namen als Übersetzer griechischer Philosophen, so erschienen von ihm unter anderem die Bibliothek der griechischen Philosophen in vier Bänden sowie das zweibändige Werk Plato’s Unterredungen über die Gesetze, das in mehreren Auflagen erschien. Weiterhin übersetzte er mit Die Tugenden des weiblichen Geschlechtes, oder Geschichte "Nannchen Pelham" auch das Werk eines unbekannten englischen Autors.
Von 1755 bis 1756 gab er auch die moralische Wochenschrift Das Angenehme mit dem Nüzlichen heraus, in der auch Johann Jacob Bodmer, Christoph Martin Wieland und Salomon Geßner publizierten.

## Mitgliedschaften
- Johann Georg Schulthess war Mitbegründer der Berliner Montagsgesellschaft.
- Er war, gemeinsam mit Hans Caspar Hirzel und Johann Rudolf Schinz (1762–1829)[9], auch Mitbegründer[10] der, noch heute bestehenden, Züricher Hülfsgesellschaft[11], die sich um die Armenversorgung kümmerte.[12]

## Ehrungen und Auszeichnungen
- Anlässlich der fünfzigjährigen Gründungsfeier der Montagsgesellschaft 1799, erhielt er eine goldene Gedächtnismünze, die zu diesem Anlass geprägt worden war.

## Schriften (Auswahl)
- J. J. Bodmers Gedichte in gereimten Versen. Zürich 1754.
- Gorgias, ein Gespräch von der Redekunst. Zürich 1775.
- Epictet: Auslegung des moralischen Handbuchs Epictets. Zürich 1778.
- Bibliothek der griechischen Philosophen. Zürich 1778–1782.
  - Band 1. Zürich 1778.
  - Band 2. Zürich 1778.
  - Band 3. Zürich 1779.
  - Band 4. Zürich 1782.
- Heraclides über Homers Allegorien. Zürich 1779.
- Aeschines des Socratikers philosophische Gespräche. Zürich 1779.
- Marcus Antonius Betrachtungen über seine eigenen Angelegenheiten. Zürich 1779.
- Die Tugenden des weiblichen Geschlechtes, oder Geschichte "Nannchen Pelham". Zürich 1781.
- Aristoteles Brief an Alexander den Großen über die Welt. Zürich 1782.
- Alexanders von Aphrodisias Abhandlung von dem Schicksale und von der Freyheit des Willens. Zürich 1782.
- Plato’s Unterredungen über die Gesetze. Zürich 1785.
  - Band 1.
  - Band 2.
- Jacques-Henri Meister; Johann Georg Schulthess; Christoph Martin Wieland; Georg Joachim Göschen; Johann Georg Langhoff: Von der natürlichen Moral. Leipzig, Langhoff 1789.